# 重装兵器
《重装兵器》（Heavy Weapon）是Popcap在2005年發行的一个橫向捲軸清版射擊遊戲。

## 遊戲
遊戲《重裝兵器》中，玩家操控一臺威力強大的原能坦克與敵人對抗。主要武器有攻擊範圍180度的機槍，還有能清空螢幕上的敵人的核子武器。在遊戲的主線劇情裡，玩家扮演坦克的指揮官抵抗紅軍（蘇聯）的入侵，且必須打敗頭目以通關。
遊戲中一共有19個級別/任務和兩個遊戲模式（任務模式和生存模式）。
任務模式裡的每個任務裡玩家有三條生命，玩家要攻擊大量的敵軍並摧毀敵軍頭目以達成任務目標 完成任務後可以到兵工廠升級與替換武器。擊敗前九個頭目後，玩家需再擊敗同樣的九個新頭目，不過新頭目的武器與裝備與之前的有些微不同。
電腦版的《重裝兵器》中，生存模式只給玩家一條命，並且玩到坦克被摧毀為止。Xbox 360 與 PS3 的版本中，玩家能選擇獨自或與其他最多四人進行遊戲。

### 多人遊戲
最多允許四個玩家線上和本地進行遊戲。試玩版允許1-2人進行本地遊戲。

## 銷售
有限的免費版本《重裝兵器：原能坦克》（Heavy Weapon: Atomic Tank）可以在許多網站上下載到，包括PopCap本身的網站上。完整版的《重裝兵器豪華版》（Heavy Weapon Deluxe）需付費購買。Xbox 360 Xbox Live Arcade 的版本自2007年1月17日起可以在Xbox Games 市集下載，它包含完整的多人遊戲(四個玩家)，與Xbox Live兼容，還有一個boss blitz模式。這個遊戲在PlayStation 3上可以透過PlayStation Network。

## 評價
《重裝兵器》獲得廣泛好評。遊戲介面與幽默的表現上都有不錯的評價。音效方面也值得稱讚，它增加了遊戲的趣味。在電腦版中，有些人提到在控制上有時會遇到困難，不過在Xbox版本中，據聞控制做得十分像樣。因為遊戲性質隨著時間變得太過重複，長久下來的評價並不高。

## 資料來源
1. ↑  .   [2015-03-03]. （原始内容存档于2017-09-29）.

## 外部連結
- PopCap Games遊戲地帶 （页面存档备份，存于）
- Heavy Weapon: Atomic Tank 遊戲評價區 （页面存档备份，存于）